# تشوبوك (أنقرة)
تشوبوك (بالتركية: Çubuk)، هي بلدة وناحية تقع في محافظة أنقرة في منطقة وسط الأناضول في تركيا، خارج مدينة أنقرة، وهي سهل منبسط على بُعد 35كم شمال المدينة حيث يقع مطار أنقرة. وبحسب تعداد عام 2000م، بلغ عدد سكان ناحية تشوبوك 81747 نسمة ، منهم 76716 يعيشون في بلدة تشوبوك. تغطي المنطقة مساحة 1,362 كيلومتر مربع (526 ميل2)،  ومتوسط الارتفاع حوالي 1,100 متر (3,609 قدم) .

## أصلها
كانت تشوبوك من بين الأماكن الأولى التي فتحها السلاجقة الأتراك أثناء فتح الأناضول. يقال إن المنطقة سميت باسم "تشوبوك بك"، القائد السلجوقي الذي فتح هذه المنطقة. كيشلاجيك (بالتركية: Kışlacık) و يشيل كنت (بالتركية: Yeşilkent) و يايلاك (بالتركية: Yaylak) وأوكتشولار (بالتركية: Okçular) و تشاط كُوي (بالتركية: Çatköy) و أهورلار (بالتركية: Ahurlar) هي أماكن تقع في تشوبوك، استخدمها السلطان يلدريم بايزيد الأول خلال معركة أنقرة عام 1402م التي دارت بين الدولة العثمانية وتيمورلنك القائد المغولي.

## تاريخها
تشوبوك هي مستوطنة تم إنشاؤها عندما قدم الأتراك وفتحوا الأناضول. تقع المنطقة في شمال شرق أنقرة. اكتسبت تشوبوك أهمية تاريخية عندما استخدمها السلطان يلدريم بايزيد الأول في معركة أنقرة التي دارت بين تيمورلنك المغولي والدولة العثمانية. تشكلت معظم القرى التي تتكون منها المنطقة من فلول الجيوش المهزومة أو المتروكة بعد المعركة.
تقع تشوبوك في منطقة واقعة على طرق التجارة منذ العصور الوسطى. أُنشئت العديد من المستوطنات في هذه المنطقة بسبب توفّر المناطق الزراعية نهر تشوبوك. يُعتقد أن مستوطنة تشوبوك قد تأسست بعد فتح أنقرة وتنقّلت تحت سيطرة العديد من الحضارات، على سبيل المثال الفريغيون والحيثيون والرومان والبيزنطيون والسلاجقة والعثمانيون. لهذا السبب يمكن العثور على بقايا آثار هذه الإمبراطوريات في المنطقة. من بين بقايا الآثار القديمة: أطلال حي بالق حِصار Balıkhisar ، وأطلال القلعة في جاميلي Camili و تشاط كُوي Çatkoy ، ومن بين بقايا هذه الإمبراطوريات المعالم التاريخية الموجودة في تشوبوك مثل أسد رخامي وُجد في حي كولدارپي Güldarpı وبقايا قبور في حي يعقوب درويش Yakup Derviş. يوجد أيضا، قبر السلطان سيامي Siyemi، ومسجد قرية كوتورين Kutoren، ومسجد قرية محمود أوغالان Mahmutoglan ومسجد كارسي ياكا Karsiyaka.
يُعتقد أن الأتراك استقروا في المنطقة بعد فتحوا الأناضول وسيطروا عليها. جلب الأتراك الذين جاءوا إلى المنطقة عائلاتهم وأعرافهم وعاداتهم ومعتقداتهم.

## القرى
- Abadan
- Ağılcık
- Akbayır
- Akkuzulu
- Aşağıçavundur
- Aşağıemirler
- Aşağıobruk
- Avcıova
- Camili
- Çatköy
- Çitköy
- Dağkalfat
- Dalyasan
- Dedeler
- Demirci
- دوملوبينار  [لغات أخرى]‏
- Durhasan
- Eğriekin
- Esenboğa
- Eskiçöte
- Gökçedere
- Güldarbı
- Gümüşyayla
- Hacılar
- İkipınar
- İmamhüseyin
- Kapaklı
- Karaağaç
- Karaçam
- Karadana
- Karaköy
- Karaman
- Karataş
- Kargın
- Karşıyaka
- Kavaklı
- Kışlacık
- Kızılca
- Kızılören
- Kızılöz
- Kösrelik
- Kösrelikkızığı
- Küçükali
- Kuruçay
- Kutuören
- Kuyumcuköy
- Mahmutoğlan
- Melikşah
- Meşeli
- Mutlu
- Nusratlar
- Okçular
- Ömercik
- Ovacık
- Oyumiğde
- Özlüce
- Saraycık
- Sarıkoz
- Sarısu
- Sele
- Sığırlıhacı
- Sirkeli
- Sünlü
- Susuz
- Tahtayazı
- Taşpınar
- Tuğlaköy
- Uluağaç
- Yakuphasan
- Yaylak
- Yazır
- Yazlıca
- Yenice
- Yeşilkent
- Yiğitli
- Yıldırımaydoğan
- Yıldırımelören
- Yıldırımevci
- Yılmazköy
- Yukarıçavundur
- Yukarıemirler
- Yukarıobruk
- Yuva

## الأماكن ذات الأهمية
- صخور كاراجول Karagöl ، وهي منطقة نزهة.

## ملحوظات
1. ↑  "Area of regions (including lakes), km²". Regional Statistics Database. Turkish Statistical Institute. 2002. اطلع عليه بتاريخ 2013-03-05.
2. 1 2  "Population of province/district centers and towns/villages by districts - 2012". Address Based Population Registration System (ABPRS) Database. Turkish Statistical Institute. اطلع عليه بتاريخ 2013-02-27.
3. ↑  GeoNames (بالإنجليزية), 2005, QID:Q830106
4. ↑  Statoids. "Statistical information on districts of Turkey". مؤرشف من الأصل في 2022-04-07. اطلع عليه بتاريخ 2008-04-23.
5. ↑   Turkish Statistical Institute

## روابط خارجية
- الموقع الرسمي لمحافظ المنطقة (بالتركية)
- الموقع الرسمي لبلدية المنطقة (بالتركية)